# Octavi Pujades i Boix
Octavi Pujades i Boix (Sabadell, 1 de juliol de 1974) és un actor català de cinema, televisió i teatre. Es donà a conèixer amb Al salir de clase interpretant Jaime Salmerón. A partir d'aquí interpretà papers a un reguitzell de sèries de televisió d'àmbit espanyol com Un paso adelante, Sexo en Chueca o Herederos. En català, va interpretar Brian González Canals a El cor de la ciutat l'any 2000 i a Maresme el 2002.

## Filmografia
Televisió
- La que se avecina (2016, un capítol)
- Algo que celebrar (2015, un capítol)
- Ciega a citas (2014): Carlos Ragel
- Amar es para siempre (Septembre 2013-2014)
- Sin vida propia (2013, un capítol)
- La Riera (2012-2013): Gabriel Balcells Gómez
- La Gira (2012, un capítol)
- Kubala, Moreno i Manchón (2012, un capítol)
- Chessboxing (2012)
- Los misterios de Laura (2011, un capítol)
- Palomitas (2011): Diversos personatges/paròdia
- Piratas (2011): Capità Rodrigo Malvar
- La Sagrada Familia (2010): Nacho
- Sexo en Chueca (2010): Álex
- Hay alguien ahí (2009-2010): Salvador
- Lalola (2008-2009): Sergio
- Planta 25 (2007-2008): Óscar
- Fago (2008): Castro
- Herederos (2007): Gonzalo Cohen-Belloso
- Cuenta atrás (2007): Alejandro Belgrano
- Mesa para cinco (2006): Charlie
- Ellas y el sexo débil (2006, un capítol)
- La doble historia del doctor Valmy, a Estudio 1 (2006): Aníbal
- A tortas con la vida (2005): Víctor
- El auténtico Rodrigo Leal (2005): Cèsar
- Obsesión: Policía Eva
- Mis adorables vecinos (2004): Monitor
- Los Serrano (2004): Monitor
- Hospital Central (2004): Ismael
- Un paso adelante (2003): Stripper
- Paraíso (2003): Guillermo
- Cala Reial (2003)
- Al salir de clase (2001-2002): Jaime Salmerón
- Maresme (2002)
- Happy House (2000): Javier
- El cor de la ciutat (2000): Brian González Canals

Cinema
- Capa Negra (2018): Mossén de Corbera
- 3 bodas de más (2013): Cristiano
- La cena caníbal (2013) (curtmetratge)
- Barcelona, nit d'estiu (2013): Entrenador
- Menú degustació (2013): Doctor
- Gallino, the Chicken System (2013): Alucinio
- El clan (2012): Amador
- Mr. Smith & Mrs. Wesson (2012) (curtmetratge)
- Cosquillitas (2011) (curtmetratge)
- Sexykiller, morirás por ella (2008): Autoestopista
- El proyecto (2007) (curtmetratge)
- Plauto, recuerdo distorsionado de un tonto eventual (2004): Joe Jabato
- Slam (2003): Oliver
- Lisístrata (2002): Olimpos
- Cos d'elit(2016)
- 22 àngels (2016)

Teatre
- Orgasmos. La comedia (2015)
- Gisela y el libro mágico (2015)
- Perdona bonita pero Lucas me quería a mí (2013)
- Tengo una cita con Carla Bruni (2013)
- Ropa interior (2012)
- Tres (2009): José Ramón
- Fashion Feeling Music (2002-2003)